# 2021年のドイツ
2021年のドイツ （2021ねんのドイツ）では、2021年のドイツに関する出来事について記述する。

## 国家元首等
- 連邦大統領
  - 第12代: フランク＝ヴァルター・シュタインマイアー （2017年3月19日 - ）
- 連邦首相
  - 第8代: アンゲラ・メルケル （2005年11月22日 - ）

## 予定

### 3月
- 3月 - 第71回ベルリン国際映画祭第1部（受賞作品選考等）開催。新型コロナウイルス感染症の流行に伴い変則的に実施[1]。

### 6月
- 6月 - 第71回ベルリン国際映画祭第2部（一般観客向け上映会等）開催。新型コロナウイルス感染症の流行に伴い変則的に実施[1]。